# Anna Burns
Anna Burns (ur. 1962 w Belfaście) – północnoirlandzka pisarka, laureatka Nagrody Bookera.

## Życiorys
Urodziła się w 1962 roku w Belfaście. Jej młodość przypadła na czasy eskalacji konfliktu w Irlandii Północnej. Ze względu na zamieszki toczące się w jej dzielnicy, 1969 roku rodzina Burns została na krótko przesiedlona do Irlandii. W 1987 roku Burns wyjechała do Londynu by studiować filologię rosyjską na Queen Mary College. Studiów nie ukończyła, lecz podjęła się różnych prac dorywczych.
Zaczęła pisać w wieku trzydziestu kilku lat. Swoją technikę pisarską przyrównuje do układania kawałków puzzli. Zadebiutowała w 2001 roku powieścią No Bones, w której dysfunkcyjna rodzina odzwierciedla skomplikowaną sytuację Irlandii Północnej. Książka znalazła się na krótkiej liście nominowanych do nagrody Orange Prize oraz została wyróżniona nagrodą Winifred Holtby Memorial Prize. W drugiej powieści Little Constructions (2007) także pojawiły się nawiązania do przemocy na ulicach. Jej trzecia powieść, Mleczarz (2018) opisuje losy osiemnastolatki, która jest nękana przez starszego mężczyznę, lokalnego opozycjonistę. Historia rozgrywa się na tle konfliktu w Irlandii Północnej lat 70. XX w. Postaci nie posiadają imion, otrzymują przydomki na podstawie relacji z innymi lub roli społecznej. Powieść przyniosła autorce Nagrodę Bookera (2018). Było to pierwsze wyróżnienie w historii nagrody przyznane pisarzowi z Irlandii Północnej.
Burns mieszka w East Sussex.

## Twórczość
Powieści
- 2001: No Bones
- 2007: Little Constructions
- 2018: Milkman; pol.: Mleczarz, tłum. Aga Zano, wyd. ArtRage, 2024

Nowele
- 2014: Mostly Hero[6]

## Nagrody
- Winifred Holtby Memorial Prize
- 2018: The Man Booker Prize for Fiction
- 2019: National Book Critics Circle Award for Fiction[5]
- 2019: Orwell Prize for Fiction[5]
- 2020: International DUBLIN Literary Award[7]